# Marius Barnard (Tennisspieler)
Marius Barnard (* 20. Januar 1969 in Kapstadt) ist ein ehemaliger südafrikanischer Tennisspieler.

## Karriere
Der Doppelspezialist begann 1988 seine Profikarriere und konnte bis zu seinem Rücktritt insgesamt sechs Turniersiege in Doppelkonkurrenzen erringen. Acht weitere Mal stand er in einem Endspiel. Bei Grand-Slam-Turnieren erreichte er zweimal das Viertelfinale, 1994 in Wimbledon und 2000 bei den Australian Open.
Seine höchsten Weltranglistennotierungen erreichte Barnard im Einzel im Oktober 1994 mit Rang 313 und im Doppel im Februar 1997 mit Platz 44.

## Erfolge
| Legende (Siege in Klammern)   |
| Grand Slam                    |
| Tennis Masters Cup            |
| ATP Masters Series            |
| ATP International Series Gold |
| ATP International Series (6)  |
| ATP Challenger Series (6)     |

### Doppel

#### Turniersiege

##### ATP Tour
| Nr. | Datum             | Turnier     | Belag       | Partner               | Finalgegner                       | Ergebnis      |
| --- | ----------------- | ----------- | ----------- | --------------------- | --------------------------------- | ------------- |
| 1.  | 15. November 1992 | Moskau      | Teppich (i) | John-Laffnie de Jager | David Adams Andrei Olchowski      | 6:4, 3:6, 7:6 |
| 2.  | 28. März 1994     | Sun City    | Hartplatz   | Brent Haygarth        | Ellis Ferreira Grant Stafford     | 6:3, 7:5      |
| 3.  | 10. März 1996     | Rotterdam   | Teppich (i) | David Adams           | Hendrik Jan Davids Cyril Suk      | 6:3, 5:7, 7:6 |
| 4.  | 15. Juli 1996     | Newport     | Rasen       | Piet Norval           | Paul Kilderry Michael Tebbutt     | 6:7, 6:4, 6:4 |
| 5.  | 5. August 1996    | Los Angeles | Hartplatz   | Piet Norval           | Jonas Björkman Nicklas Kulti      | 7:5, 6:2      |
| 6.  | 8. Januar 2001    | Auckland    | Hartplatz   | Jim Thomas            | David Adams Martín Alberto García | 7:610, 6:4    |

##### Challenger Tour
| Nr. | Datum             | Turnier   | Belag     | Partner          | Finalgegner                       | Ergebnis      |
| --- | ----------------- | --------- | --------- | ---------------- | --------------------------------- | ------------- |
| 1.  | 30. November 1987 | Durban    | Hartplatz | Piet Norval      | Pieter Aldrich Warren Green       | 6:3, 6:4      |
| 2.  | 9. April 1990     | Kapstadt  | Hartplatz | Jeremy Bates     | Wayne Ferreira Piet Norval        | 6:3, 6:1      |
| 3.  | 26. Oktober 1992  | Brest     | Hartplatz | Brent Haygarth   | Ģirts Dzelde Bent-Ove Pedersen    | 6:2, 7:6      |
| 4.  | 1. Mai 1995       | Malta     | Hartplatz | Lionel Barthez   | Patrick Baur Tomáš Anzari         | 7:5, 6:3      |
| 5.  | 19. Februar 1996  | Cherbourg | Hartplatz | Bill Behrens     | João Cunha e Silva Mathias Huning | 6:2, 4:6, 6:3 |
| 6.  | 4. Mai 1998       | Ljubljana | Sand      | Stephen Noteboom | Alberto Martín Tomáš Anzari       | 7:6, 6:7, 7:6 |

#### Finalteilnahmen
| Nr. | Datum              | Turnier        | Belag         | Partner         | Finalgegner                            | Ergebnis        |
| --- | ------------------ | -------------- | ------------- | --------------- | -------------------------------------- | --------------- |
| 1.  | 2. August 1993     | Kitzbühel      | Teppich (i)   | Tom Mercer      | Juan Garat Roberto Saad                | 4:6, 6:3, 3:6   |
| 2.  | 18. Februar 1996   | Marseille      | Hartplatz (i) | Peter Nyborg    | Jean-Philippe Fleurian Guillaume Raoux | 3:6, 2:6        |
| 3.  | 10. März 1996      | Rotterdam      | Teppich (i)   | David Adams     | Hendrik Jan Davids Cyril Suk           | 6:3, 5:7, 7:6   |
| 4.  | 15. Februar 1998   | St. Petersburg | Teppich (i)   | Brent Haygarth  | Nicklas Kulti Mikael Tillström         | 6:3, 3:6, 6:7   |
| 5.  | 20. Juni 1999      | Nottingham     | Sand          | Brent Haygarth  | Patrick Galbraith Justin Gimelstob     | 7:5, 5:7, 3:6   |
| 6.  | 29. August 1999    | Boston         | Hartplatz     | T. J. Middleton | Guillermo Cañas Martín García          | 7:5, 6:7, 3:6   |
| 7.  | 11. September 2000 | Taschkent (1)  | Hartplatz     | Robbie Koenig   | Justin Gimelstob Scott Humphries       | 3:6, 2:6        |
| 8.  | 10. September 2001 | Taschkent (2)  | Hartplatz     | Jim Thomas      | Julien Boutter Dominik Hrbatý          | 4:6, 6:3, 11:13 |